# 若昂·丰塞卡
若昂·丰塞卡（João Fonseca，2006年8月21日—），巴西男子网球运动员。

## 职业生涯
丰塞卡在2023年澳大利亚网球公开赛青少年男子双打比赛中与亚历山大·布洛克什一起闯入决赛，并在2023年美国网球公开赛青少年男子单打比赛决赛中战胜勒纳·田成为青少年组冠军。
丰塞卡是2023年青少年巡回赛的世界冠军。17岁的他是第一个在赛季结束时在青少年排名中位居第一的巴西人。
在获得单打正赛外卡后，他在2023年里约网球公开赛上首次参加ATP赛事，并以幸运落败者的身份与马特乌斯·阿尔维斯一起参加了双打正赛。
2024年1月，17岁的丰塞卡在2024年布宜诺斯艾利斯挑战赛中闯入半决赛，这是他职业生涯首次在此类赛事中进入四强。在此之前，丰塞卡曾在两次挑战赛中打入八强，第一次是2022年在圣莱奥波尔多举行的挑战赛，最近一次是2023年在弗洛里亚诺波利斯举行的挑战赛。
在2024年里约网球公开赛上是他第二次参加巡回赛正赛，他直落两盘击败七号种子阿蒂尔·菲斯，仅丢四局，取得个人首场ATP赛事和首场ATP500赛事胜利。除戴维斯杯外，他成为自1973年ATP排名首次公布以来，首位在18岁之前以6-0的比分战胜ATP排名前50位对手的南美选手，他也成为首位在2006年出生并赢得ATP巡回赛的选手。接着他击败了克里斯蒂安·加林首次进入500赛八强，因此，他的排名上升了300位，成为排名前350位中最年轻的球员。
豐塞卡於2024年11月29日獲得2024年ATP新生代總決賽參賽資格。儘管排名最低，最終他贏得了比賽冠軍。

## 青少年大满贯决赛

### 单打: 1 (1 冠军)
| 结果 | 日期 | 巡回赛         | 场地 | 对手    | 比分          |
| ---- | ---- | -------------- | ---- | ------- | ------------- |
| 胜   | 2023 | 美国网球公开赛 | 营地 | 勒纳·田 | 4–6, 6–4, 6–3 |

### 双打: 1 (1 亚军)
| 结果 | 日期 | 巡回赛             | 场地 | 搭档              | 对手                  | 比分     |
| ---- | ---- | ------------------ | ---- | ----------------- | --------------------- | -------- |
| 负   | 2023 | 澳大利亚网球公开赛 | 硬地 | 亚历山大·布洛克什 | 勒纳·田 库珀·威廉姆斯 | 4–6, 4–6 |